# آدم هولاند
آدم هولاند (بالإنجليزية: Adam Holland)‏ هو مجدف أمريكي، ولد في 14 سبتمبر 1971 في فيلادلفيا في الولايات المتحدة.

## وصلات خارجية
- آدم هولاند على موقع الاتحاد الدولي للتجديف (الإنجليزية)
- آدم هولاند على موقع اللجنة الأولمبية الدولية (الإنجليزية)
- آدم هولاند على موقع أوليمبيديا (الإنجليزية)